# Aleksandr Gorshkov
Aleksandr Georgievich Gorshkov (em russo:  Александр Георгиевич Горшков; Moscou, 8 de outubro de 1946 – 17 de novembro de 2022) foi um patinador artístico e dirigente esportivo russo, que competiu em provas na dança no gelo. Foi campeão olímpico na patinação artística em 1976 ao lado de Lyudmila Pakhomova. Ocupou o cargo de presidente da Federação Russa de Patinação Artística.

## Morte
Em 17 de novembro de 2022, a Federação Russa de Patinação Artística divulgou a morte de Gorshkov.

## Principais resultados

### Com Lyudmila Pakhomova
| Resultados                                            | Resultados       | Resultados       | Resultados        | Resultados      | Resultados      | Resultados       | Resultados      | Resultados      | Resultados      | Resultados      | Resultados    | Resultados    |
| Internacional                                         | Internacional    | Internacional    | Internacional     | Internacional   | Internacional   | Internacional    | Internacional   | Internacional   | Internacional   | Internacional   | Internacional | Internacional |
| Evento/Temporada                                      | 1966– 1967       | 1967– 1968       | 1968– 1969        | 1969– 1970      | 1970– 1971      | 1971– 1972       | 1972– 1973      | 1973– 1974      | 1974– 1975      | 1975– 1976      |               |               |
| ----------------------------------------------------- | ---------------- | ---------------- | ----------------- | --------------- | --------------- | ---------------- | --------------- | --------------- | --------------- | --------------- | ------------- | ------------- |
| Jogos Olímpicos                                       |                  |                  |                   |                 |                 |                  |                 |                 |                 | Medalha de ouro |               |               |
| Campeonato Mundial                                    | 13.º             | 6.º              | Medalha de prata  | Medalha de ouro | Medalha de ouro | Medalha de ouro  | Medalha de ouro | Medalha de ouro |                 | Medalha de ouro |               |               |
| Campeonato Europeu                                    | 10.º             | 5.º              | Medalha de bronze | Medalha de ouro | Medalha de ouro | Medalha de prata | Medalha de ouro | Medalha de ouro | Medalha de ouro | Medalha de ouro |               |               |
| Prize of Moscow News                                  |                  |                  |                   | Medalha de ouro | Medalha de ouro |                  | Medalha de ouro |                 | Medalha de ouro | Medalha de ouro |               |               |
| Nacional                                              |                  |                  |                   |                 |                 |                  |                 |                 |                 |                 |               |               |
| Campeonato Soviético                                  | Medalha de prata | Medalha de prata | Medalha de ouro   | Medalha de ouro | Medalha de ouro |                  | Medalha de ouro | Medalha de ouro | Medalha de ouro |                 |               |               |
|                                                       |                  |                  |                   |                 |                 |                  |                 |                 |                 |                 |               |               |
| Legenda: Competição não foi disputada nesta temporada |                  |                  |                   |                 |                 |                  |                 |                 |                 |                 |               |               |